# Cuadrilla Nueva, Ayutla de los Libres
Cuadrilla Nueva är en ort i Mexiko.   Den ligger i kommunen Ayutla de los Libres och delstaten Guerrero, i den södra delen av landet, 270 km söder om huvudstaden Mexico City. Cuadrilla Nueva ligger 515 meter över havet och antalet invånare är 374.
Terrängen runt Cuadrilla Nueva är kuperad. Runt Cuadrilla Nueva är det ganska tätbefolkat, med 58 invånare per kvadratkilometer. Närmaste större samhälle är Ayutla de los Libres, 7,8 km söder om Cuadrilla Nueva. Omgivningarna runt Cuadrilla Nueva är en mosaik av jordbruksmark och naturlig växtlighet.